# Давудов, Наджибула Гаджиясулович
Наджибула Гаджиясулович Давудов (род. 26 апреля 1990, Гиндиб, Дагестанская АССР) — российский дзюдоист, призёр чемпионата России.

## Спортивная карьера
Является уроженцем села Гиндиб Тляратинского района. В сентябре 2020 года в Нальчике в стал победителем турнира по национальной борьбе, входившей в программу IV Кавказских игр. В июле 2013 года в Махачкале стал чемпионом Дагестана. В апреле 2015 года стал чемпионом Дагестана. В июне 2015 года стал чемпионом СКФО по дзюдо в Черкесске. В июле 2018 года на всероссийском турнире по самбо на призы мастера спорта СССР, пятикратного чемпиона мира Гусейна Хайбулаева в Махачкале стал бронзовым призёром. В июле 2019 года стал серебряным призёром чемпионата СКФО в Назрани. Через месяц там же стал серебряным призёром чемпионата России, уступив в финале Эльдару Аллахвердиеву.

## Личная жизнь
Есть младший брат — Вацилав (род. 1995), также дзюдоист и самбист.

## Спортивные результаты
- Чемпионат России по дзюдо 2019 года — ;